# Hinsaryd göl
Hinsaryd göl är en sjö i Nybro kommun i Småland och ingår i Alsteråns huvudavrinningsområde. Sjön har en area på 0,159 kvadratkilometer och ligger 102,1 meter över havet. Sjön avvattnas av vattendraget Alsterån.

## Delavrinningsområde
Hinsaryd göl ingår i det delavrinningsområde (631262-151006) som SMHI kallar för Inloppet i Allgunnen. Medelhöjden är 111 meter över havet och ytan är 47,1 kvadratkilometer. Räknas de 26 avrinningsområdena uppströms in blir den ackumulerade arean 675,58 kvadratkilometer. Avrinningsområdets utflöde Alsterån mynnar i havet. Avrinningsområdet består mestadels av skog (87 procent). Avrinningsområdet har 0,6 kvadratkilometer vattenytor vilket ger det en sjöprocent på 1,3 procent. Bebyggelsen i området täcker en yta av 0,41 kvadratkilometer eller 1 procent av avrinningsområdet.